# Изчезване на „Боинг 727“ в Ангола през 2003 г.
На 25 май 2003 г. самолет „Боинг 727-223“, регистриран като N844AA, е откраднат на летище „Коантро де Февро“ в Луанда, Ангола. Смята се, че двама мъже – американският гражданин, пилот и борден инженер Бен С. Падила и механикът от Република Конго Джон М. Мутанту се качват на самолета. Нито един от тях няма сертификат да управлява „Боинг 727“ и затова се нуждае от допълнителен член на екипажа, за да управлява самолета. Американските власти смятат, че Бен С. Падила е на контролния пункт. Различни служители на летището дават противоречива информация дали един, или двама души се качват на самолета преди кражбата.
Самолетът започва да рулира, без да комуникира с контролната кула. Маневрира неправилно и навлиза в писта без разрешение. Авиодиспечерите се опитват да осъществят контакт, но няма отговор. Без светлини, самолетът излита и се насочва на югозапад над Атлантическия океан, преди да изчезне. Преди инцидента самолетът е зареден с 53 000 литра гориво, което му осигурява обхват от около 2400 километра. Нито самолетът, нито двамата мъже са видени оттогава и не са открити отломки от самолета.
Кражбата на машината предизвика световно издирване от правоприлагащите разузнавателни агенции в Съединените американски щати. Сестрата на Бен С. Падила казва пред медиите през 2004 г., че семейството ѝ подозира, че той управлява самолета, и се страхува, че впоследствие се разбива някъде в Африка или е задържан против волята си, теория, споделена и от президента на Аерокосмически продажби и лизинг Мори Джоузеф. Въпреки това властите в Съединените американски щати подозират, че историята на Мори Джоузеф със счетоводни измами играе роля, и вярват, че кражбата на самолета е причинена или от бизнес вражда, или е резултат от измама.
През юли 2003 г. е съобщено за възможно забелязване на изчезналия самолет в Конакри, Гвинея, но информацията е окончателно отхвърлена от Държавния департамент на Съединените американски щати.